# Guardiani della Galassia Vol. 2
Guardiani della Galassia Vol. 2 (Guardians of the Galaxy Vol. 2) è un film del 2017 scritto e diretto da James Gunn.
Basato sull'omonimo gruppo di Marvel Comics, è il 15° film del Marvel Cinematic Universe (MCU) e sequel del film Guardiani della Galassia (2014).
Prodotto dai Marvel Studios e distribuito da Walt Disney Studios Motion Pictures è interpretato da Chris Pratt, Zoe Saldana, Dave Bautista, Vin Diesel, Bradley Cooper, Michael Rooker, Karen Gillan, Pom Klementieff, Sylvester Stallone e Kurt Russell.
Nel film, i Guardiani aiutano Peter Quill a scoprire l'identità di suo padre. La pellicola venne annunciata al San Diego Comic-Con International 2014, poco prima dell'uscita del primo film. Nel giugno 2015 venne rivelato il titolo ufficiale del film.

## Trama
Nel 1980, Meredith Quill e il suo fidanzato fanno un'escursione nei boschi del Missouri, dove lui pianta un seme alieno nel terreno.
Nel presente, i Guardiani della Galassia - Star-Lord, Gamora, Drax, Rocket e Baby Groot - vengono ingaggiati dai Sovereign per difendere delle preziose batterie da un mostro inter-dimensionale. Completato il lavoro, i Guardiani si recano da Ayesha, regina dei Sovereign, per ricevere la loro ricompensa: Nebula, catturata dai Sovereign qualche mese dopo la battaglia di Xandar. I Guardiani partono a bordo della Milano, ma vengono attaccati dai Sovereign poiché Rocket ha rubato alcune delle batterie. Precipitano sul pianeta Berhert, mentre un misterioso essere a bordo di un'astronave distrugge la flotta che li insegue, per poi incontrare i Guardiani rivelando di essere Ego, il padre di Peter, il quale invita il figlio, accompagnato da Gamora e Drax, sul suo pianeta, lasciando Rocket e Groot a riparare l'astronave e a tenere prigioniera Nebula.
Nel frattempo, Yondu Udonta, radiato dai Ravagers per aver trafficato bambini, viene incaricato da Ayesha di catturare i Guardiani. Yondu e il suo gruppo li rintracciano e catturano Rocket; tuttavia, Yondu è restio a consegnarli ad Ayesha, così il suo subordinato Taserface inizia un ammutinamento con l'aiuto di Nebula che, nel frattempo, ha convinto con l'inganno Groot a liberarla. Peter, Gamora e Drax arrivano sul pianeta di Ego, dove incontrano Mantis, un'aliena con poteri empatici. Ego spiega loro di essere un Celestiale e di essere lui stesso il pianeta, mentre la forma umana è solo un avatar usato per viaggiare nel cosmo. Ego spiega a Peter che lui ha il suo stesso potere. Drax diventa amico di Mantis, la quale si lascia sfuggire che Ego nasconde un segreto. I Ravagers ammutinati imprigionano Rocket e Yondu, mentre Nebula parte per uccidere Gamora, ritenuta responsabile delle torture subite da parte di Thanos. Groot libera Rocket e Yondu con l'aiuto del Ravager Kraglin, fedele a Yondu. Il gruppo fugge e distrugge l'astronave, uccidendo tutti i Ravagers ribelli.
Nebula arriva sul pianeta di Ego e affronta Gamora. Dopo una lotta, le due cadono all'interno di una grotta nella quale scoprono centinaia di scheletri. Nel frattempo Ego spiega che, durante i suoi viaggi, ha piantato dei semi per terraformare i pianeti da lui visitati in estensioni di se stesso, ma di non poterli attivare senza l'aiuto di un altro Celestiale. Per questo motivo Ego ingravidò centinaia di donne sparse nel cosmo e assunse Yondu per portargli i bambini, sperando che almeno uno di loro avesse il gene celestiale; gli scheletri trovati da Nebula e Gamora sono infatti i suoi figli, uccisi dal padre in quanto non portatori del gene, ed è per questo motivo che Yondu, scoperta la verità, tenne Peter con sé. Ora che ha scoperto che Peter ha ereditato i suoi geni, Ego lo usa per attivare i semi, che cominciano a crescere e distruggere tutto quanto intorno a loro. Peter, tenuto in uno stato ipnotico, riesce a liberarsi quando scopre che Ego causò il cancro che uccise sua madre, temendo che il suo attaccamento per la donna potesse fargli abbandonare la sua causa.
Intanto, Mantis informa Gamora, Drax e Nebula dei piani di Ego, e il gruppo si reca in soccorso di Peter. Sul pianeta arrivano anche Rocket, Groot, Yondu e Kraglin. Mantis spiega loro che l'unico modo per uccidere Ego è distruggere il nucleo centrale all'interno del pianeta. I Guardiani salvano Peter e si gettano nelle viscere del pianeta, ma vengono raggiunti dalla flotta dei Sovereign, avvisati da un Taserface morente, e da Ego stesso. Rocket crea una bomba usando le batterie rubate e la affida a Groot, mentre Peter usa i suoi poteri per distrarre Ego e il resto dei Guardiani fugge dal pianeta. La bomba esplode uccidendo il Celestiale e facendo perdere a Quill i suoi poteri. Yondu si sacrifica per salvare Peter, intrappolato nel pianeta che sta collassando. Nebula si riconcilia con Gamora e parte con l'intento di uccidere Thanos. I Guardiani spargono le ceneri di Yondu nello spazio e vengono raggiunti dagli altri gruppi di Ravagers, venuti a rendergli omaggio.
Nelle scene durante i titoli di coda, Kraglin impara a controllare la freccia telecinetica di Yondu; il Ravager Stakar Ogord riunisce la vecchia squadra di Yondu; Ayesha crea un essere artificiale per sconfiggere i Guardiani chiamato Adam; Groot cresce ed entra nella fase adolescenziale, venendo rimproverato da Peter; un gruppo di Osservatori ascolta i racconti delle avventure sulla Terra di un astronauta.

## Personaggi

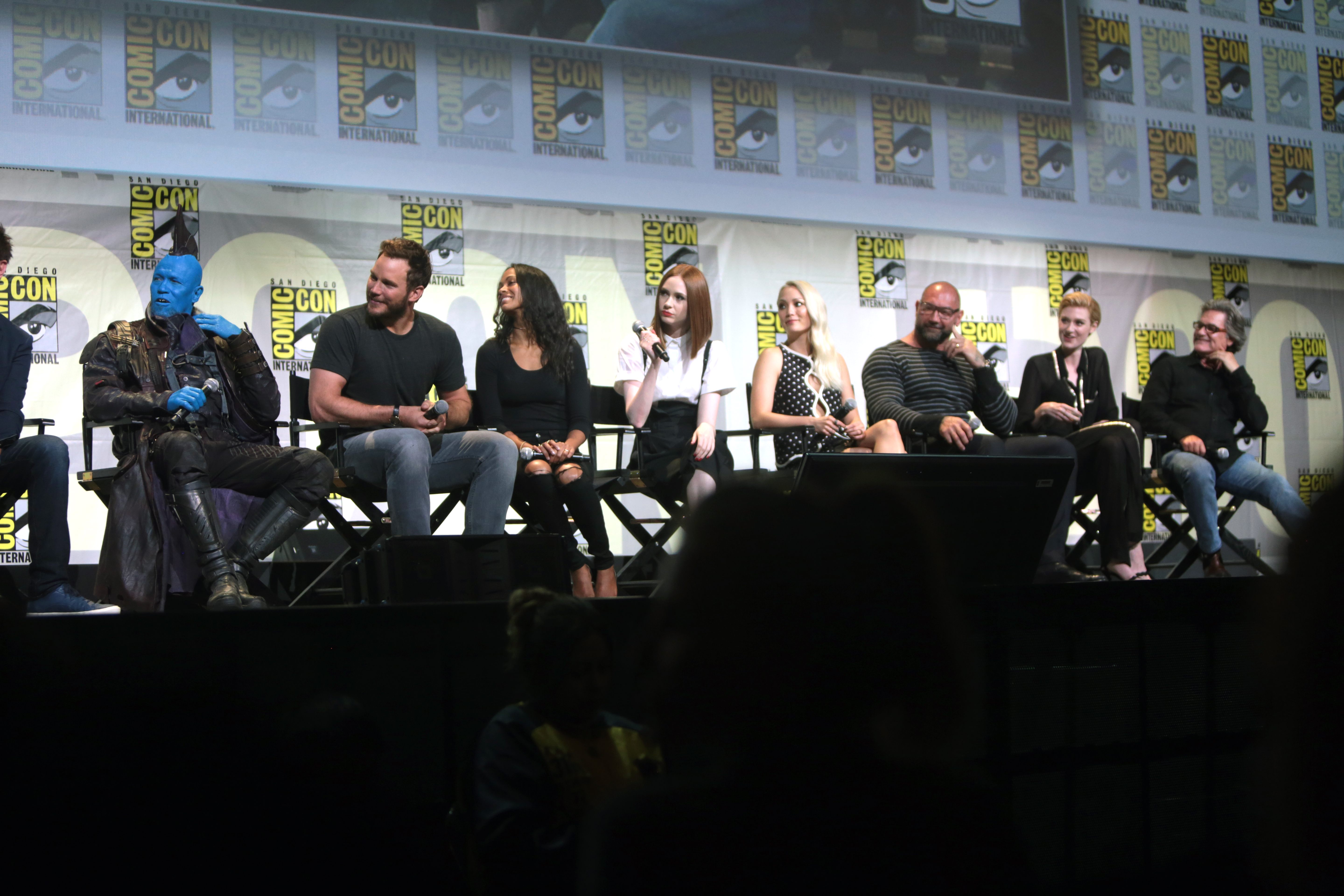
Rooker, Pratt, Saldana, Gillan, Klementieff, Bautista, Debicki e Russell al San Diego Comic-Con International 2016

- Peter Quill / Star-Lord, interpretato da Chris Pratt: il leader metà umano e metà alieno dei Guardiani, rapito dalla Terra da bambino e cresciuto da un gruppo di pirati spaziali noti come Ravagers.[5] Parlando del personaggio, Pratt ha affermato: "Adesso è famoso nella galassia per aver salvato così tante vite... sente di far parte di questo gruppo, di essere un leader del gruppo. È un po' più responsabile e sta cercando di restare fuori dai guai, ma non necessariamente nel migliore dei modi".[6] Wyatt Oleff interpreta nuovamente Peter Quill da bambino.[7]
- Gamora, interpretata da Zoe Saldana: un'orfana aliena in cerca di redenzione per i suoi crimini passati; è stata allevata da Thanos per essere una letale assassina.[5] Saldana ha descritto il personaggio come "la voce della ragione" del gruppo,[8] aggiungendo che il personaggio è ancora più "meticoloso, dettagliato e professionale".[9] Parlando del rapporto di Gamora con Nebula, Saldana lo ha descritto come "instabile".[10]
- Drax il Distruttore, interpretato da Dave Bautista: un guerriero in cerca di vendetta contro Thanos per la morte della sua famiglia.[5] Bautista ha spiegato di non aver voluto leggere le prime bozze della sceneggiatura e di non aver chiesto nessuna informazione sulla storia, ma di aver aspettato la versione finale della sceneggiatura, in modo da poter essere sorpreso dalla storia e non "perdere la magia".[11] Bautista ha spiegato che Drax "sembra questo grosso e rozzo bruto ma c'è un senso di innocenza e di dolore in lui",[8] aggiungendo in seguito che "nel profondo, Drax ha il cuore spezzato".[9]
- Baby Groot, doppiato da Vin Diesel: un albero umanoide, molto amico di Rocket.[5] Poiché Groot è di dimensioni più piccole rispetto al primo film, il produttore esecutivo Jonathan Schwartz ha affermato: "Non possiede la saggezza e l'esperienza di quel Groot. È un Groot più giovane e indisciplinato". Schwartz ha inoltre affermato che il film indagherà se "è lo stesso Groot, solo più piccolo, o è un Groot diverso che è nato dal seme del primo Groot?".[12] Parlando dei ricordi di Groot, il presidente dei Marvel Studios Kevin Feige ha spiegato: "Si ricorda tutto. Mentalmente non è un bambino, è sempre Groot", e lo ha paragonato al personaggio di Spock in Star Trek II - L'ira di Khan, Star Trek III - Alla ricerca di Spock e Star Trek IV - Rotta verso la Terra.[13] Tuttavia, Gunn ha in seguito precisato che Baby Groot non ha alcun ricordo del Groot adulto.[14] Diesel, oltre alla versione originale, dà voce al personaggio in sedici versioni internazionali del film.[15] Dal momento che Groot comunica solo usando la frase "Io sono Groot", Gunn ha creato una versione speciale della sceneggiatura per se stesso e Diesel, contenente la traduzione in inglese delle battute di Groot.[16]
- Rocket, doppiato da Bradley Cooper: un procione geneticamente modificato, esperto nell'uso delle armi e in tattiche di guerra.[5] Sean Gunn ha nuovamente interpretato il personaggio sul set.[17] Gunn ha spiegato che nel film Rocket cerca di "accettare il suo posto all'interno del gruppo, cosa che probabilmente è sembrata una buona idea per due secondi quando erano impegnati a salvare il pianeta [nel primo film], e ora non è più tanto a suo agio con l'idea di far parte di questo gruppo".[18]
- Yondu Udonta, interpretato da Michael Rooker: leader dei Ravagers, figura paterna per Star-Lord,[19] e membro dei Guardiani.[12]
- Nebula, interpretata da Karen Gillan: figlia adottiva di Thanos, cresciuta insieme a Gamora,[20] e membro dei Guardiani.[10] Parlando del rapporto conflittuale con la sorella, Gillan ha spiegato che nel film: "Verrà approfondita la loro storia e cosa è successo a queste due ragazze, e quanto sia stato difficile per loro, e come Thanos abbia rovinato il loro rapporto.[18]
- Mantis, interpretata da Pom Klementieff: membro dei Guardiani della Galassia, è un'aliena dotata di poteri empatici che è stata cresciuta da Ego.[21][22] Klementieff ha descritto Mantis come un personaggio "molto solo che sta per conto suo, per cui per lei è un'esperienza nuova incontrare queste nuove persone e scoprire nuove cose e nuove emozioni.. è un po' come una bambina curiosa che scopre nuove cose e fa errori e dice cose buffe".[9]
- Stakar Ogord, interpretato da Sylvester Stallone: un importante e rispettato Ravager e vecchio compagno di squadra di Yondu.[23][24] Gunn ha descritto Stakar come "molto importante all'interno dell'universo Marvel".[25]
- Ego, interpretato da Kurt Russell: un Celestiale rimasto solo per milioni di anni e padre di Peter Quill.[21][26][27] Russell interpreta un avatar di Ego, che nei fumetti appare tradizionalmente come un pianeta vivente.[27] Inizialmente Gunn non aveva pensato a Russell per il ruolo, e fu Pratt a suggerirgli il nome dell'attore.[28] L'utilizzo di Ego venne concesso dopo che i Marvel Studios riottennero i diritti del personaggio dalla 20th Century Fox in cambio della possibilità di cambiare i poteri di Testata Mutante Negasonica in Deadpool.[29] Per il flashback iniziale, ambientato nel 1980, Aaron Schwartz venne usato come riferimento facciale sul set per Ego da giovane.[30][31]

Elizabeth Debicki interpreta Ayesha, la Grande Sacerdotessa dorata regina del popolo dei Sovereign, Chris Sullivan interpreta Taserface, il leader di un gruppo di Ravagers ammutinati, e Sean Gunn interpreta Kraglin, il primo ufficiale di Yondu nei Ravagers. Laura Haddock e Gregg Henry riprendono i rispettivi ruoli di Meredith Quill e di suo padre dal primo film. Seth Green dà nuovamente voce a Howard il papero. Evan Jones, Jimmy Urine, Stephen Blackehart, Steve Agee, Mike Escamilla, Joe Fria, Terence Rosemore e Tommy Flanagan interpretano rispettivamente Retch, Half-Nut, Brahl, Gef, Scrote, Oblo, Narblik e Tullk, membri della squadra di Ravagers di Yondu.
Michael Rosenbaum, Ving Rhames e Michelle Yeoh appaiono in ruoli minori nei panni di Martinex, Charlie-27 e Aleta Ogord, membri della vecchia squadra di Yondu e Stakar basata sui Guardiani della Galassia originali. Fanno parte della squadra anche i personaggi in computer grafica Krugarr e Mainframe, quest'ultimo doppiato in originale da Miley Cyrus. Stan Lee appare in un cameo nei panni di un astronauta che parla con un gruppo di Osservatori. Riguardo al cameo di Lee, Gunn affermò di averlo inserito facendo allusione alla teoria secondo cui Lee interpreta lo stesso personaggio in tutti i suoi cameo nei film del MCU; Gunn spiegò: "le persone pensano che Stan Lee sia Uatu e che tutti i suoi cameo facciano parte del suo essere un Osservatore. Per cui ho pensato fosse divertente il fatto che Lee sia uno che lavora per gli osservatori". Lee girò diverse versioni della scena, inclusa una in cui fa riferimento al suo cameo in Deadpool, che sarebbe stata la prima menzione dei film degli X-Men in un film del MCU. David Hasselhoff appare in un cameo come una delle forme umane assunte da Ego. Jeff Goldblum appare brevemente nei panni del Gran Maestro durante i titoli di coda. Rob Zombie ha un cameo vocale nei panni di un Ravager.

## Produzione

### Sviluppo
Nel maggio 2014, il CEO della Walt Disney Company Bob Iger parlò della possibilità di trasformare Guardiani della Galassia in un franchise, affermando: "Non vediamo l'ora di presentare al mondo queste nuove storie Marvel, con un grande cast e i nuovi personaggi di Guardiani della Galassia... crediamo abbia un forte potenziale come franchise". In un'altra intervista dichiarò: "Non voglio dire che abbiamo tra le mani un altro Avengers, ma l'obiettivo è certamente quello". James Gunn, regista e co-sceneggiatore di Guardiani della Galassia, disse di essere interessato a tornare per un'eventuale sequel. Il mese seguente Kevin Feige, produttore e presidente dei Marvel Studios, affermò: "Se Guardiani della Galassia funzionerà, se la risposta del pubblico sarà positiva, ci sono sicuramente delle idee e una direzione in cui ci piacerebbe andare".
Nel luglio 2014, la co-sceneggiatrice di Guardiani della Galassia Nicole Perlman confermò lo sviluppo del sequel, e confermò inoltre che Gunn sarebbe tornato come regista e co-sceneggiatore. Al San Diego Comic-Con International 2014, il film fu annunciato ufficialmente, e la data di uscita venne fissata al 28 luglio 2017. Il mese seguente Gunn affermò che almeno un nuovo Guardiano presente nei fumetti sarebbe apparso nel film, e rivelò di aver già cominciato a lavorare al sequel. A ottobre 2014 Gunn confermò che i cinque protagonisti sarebbe tornati, e la data di uscita venne anticipata al 5 maggio 2017.
A novembre, Michael Rooker annunciò il suo ritorno nei panni di Yondu, affermando di non vedere l'ora di esplorare nuovi aspetti del personaggio. A marzo 2015, Gunn rivelò che il film sarebbe stato girato al Atlanta, Georgia, e che ci sarebbero stati diversi nuovi nomi nella troupe, e confermò inoltre il ritorno di suo fratello Sean nei panni di Kraglin e di Karen Gillan nei panni di Nebula. Parlando del suo rapporto con la Marvel, Gunn affermò: "Abbiamo un rapporto fantastico, mi lasciano molto spazio per fare le mie cose, e io ascolto con attenzione i loro suggerimenti e le loro idee. Non mi hanno mai obbligato ad aggiungere un personaggio o a inserire un elemento nella trama... quando la Marvel si fida di te - e penso di essermi guadagnato la loro fiducia negli ultimi due anni - ti dà un ampio margine di manovra". Nello stesso mese Vin Diesel confermò che sarebbe tornato per dare voce a Groot, e Gunn rivelò che il film sarebbe stato distribuito in 3D.

### Sceneggiatura
Dopo l'annuncio del sequel, Gunn affermò di avere molte idee sulla storia e sui personaggi, e di avere già scritto diverse cose. Parlando del suo approccio al film, Gunn affermò: "Probabilmente non strutturerò il film alla stessa maniera del primo. Una delle ragioni per cui il pubblico ha amato il primo film è il suo essere nuovo e diverso, quindi il secondo film sarà nuovo e diverso rispetto al primo".

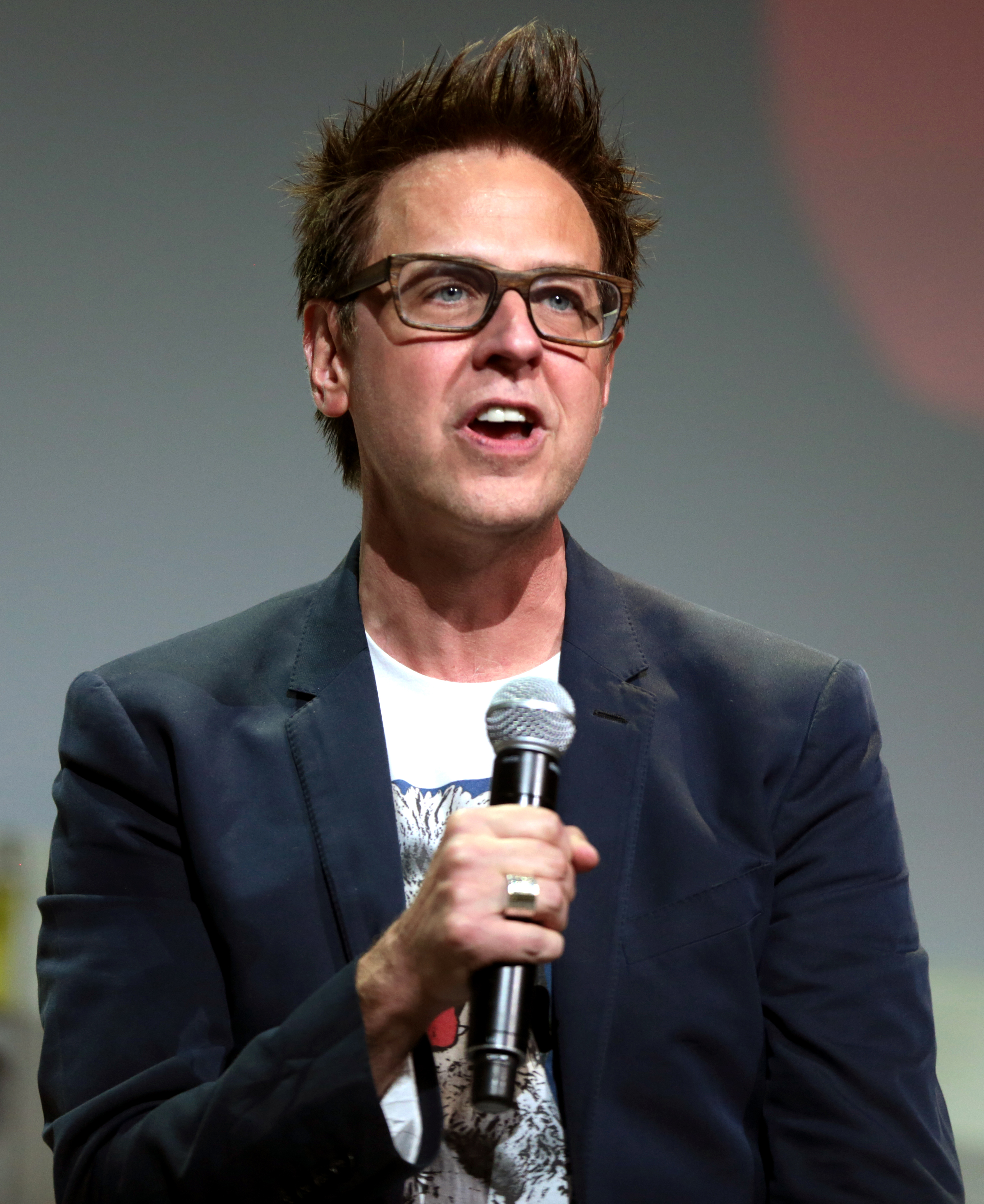
Il regista e sceneggiatore James Gunn al San Diego Comic-Con 2016

Prima di iniziare a scrivere la sceneggiatura, Gunn disse di volersi concentrare sul padre di Peter Quill, su Yondu, Drax, Nebula, Kraglin e il Collezionista, e di voler espandere la cultura Xandariana, Kree, Kryloriana quella dei Ravagers. Disse inoltre di voler aggiungere più personaggi femminili nel film, anche se specificò di non volere personaggi terrestri come Carol Danvers in modo da concentrarsi su Quill come unico personaggio proveniente dalla Terra. Inoltre Gunn disse che nel sequel non sarebbero apparsi né Richard Rider né Sam Alexander, spiegando: "Non voglio Nova al momento perché penso che sia importante che Quill sia l'unico terrestre. È importante per tutti coloro che vanno al cinema e non semplicemente per quella manciata di fan di Nova [e Carol Danvers]".
Nel maggio 2015, parlando dei personaggi del film, Gunn rivelò che ci sarebbero stati meno personaggi rispetto al primo film, anche se durante una delle stesure della sceneggiatura aveva aggiunto due nuovi personaggi principali,
Mantis e Adam Warlock. Tuttavia, proseguendo con la stesura della sceneggiatura Gunn decise di rimuovere Adam Warlock e tenere solo Mantis per evitare di affollare troppo il film, affermando che "Mantis era più organica alla storia" rispetto ad Adam Warlock. Aggiunse inoltre che "una delle cose principali di Guardiani della Galassia non è aggiungere personaggi solo per rendere il film più grosso, ma al contrario concentrarsi sui personaggi che già conosciamo per esplorarli meglio... penso che in questi film di supereroi tutto si stia allargando troppo irregolarmente. E anche nei fumetti di supereroi in generale. Ci sono così tanti personaggi che non riesci a concentrarti su uno di essi e a conoscerlo davvero, e io voglio davvero conoscere meglio i personaggi che abbiamo già presentato". Gunn rivelò che Adam Warlock sarebbe apparso in futuro e sarebbe stato un "elemento molto importante [dell'universo cosmico del MCU]".
Feige disse che il mistero del padre di Quill sarebbe stato centrale nel film: "Penso sia molto importante. Abbiamo introdotto il mistero alla fine del primo film per una ragione ben precisa". Gunn disse di voler fare il modo che la figura di Yondu fosse ben definita, specie in riferimento al suo rapporto con Quill e con il padre, e affermò che il padre di Quill non sarebbe stato J'son come nei fumetti. Parlando di Thanos, Gunn spiegò: "Apparirà nel film se servirà alla storia, altrimenti non apparirà. Thanos non è l'aspetto più importante di Guardiani 2, questo è certo. Ci saranno i Guardiani e altre minacce che i Guardiani affronteranno, ma non ci sarà Thanos". Feige affermò in seguito che Thanos non sarebbe apparso nel film, poiché sarebbe stato conservato per un ritorno più grande.
Parlando di un possibile crossover con i Vendicatori, Gunn disse: "Abbiamo parlato di tutte le possibilità per un crossover e più o meno so qual è il piano generale. Però tutto può cambiare in ogni secondo. Ciò potrebbe o non potrebbe includere l'incontro tra un paio di Vendicatori e un paio di Guardiani, o di tutti i Vendicatori e tutti i Guardiani... stanno tutti nello stesso universo e hanno tutti delle grandi personalità che, in un modo o nell'altro, finiranno per incrociarsi". In seguito, parlando di come il film si sarebbe collegato alle altre pellicole della Fase Tre del Marvel Cinematic Universe, Gunn dichiarò: "Non mi sento legato a quelle cose. Penso riguardi solo i Guardiani e quello che stanno facendo. Non siamo dei subordinati dei Vendicatori. Guardiani 2 non è un film fatto per avvicinarci ad Avengers: Infinity War. È qualcosa fatto nella direzione di futuri film cosmici, per cui non penso sia qualcosa che mi interessa più di tanto". Feige aggiunse che il film "riguarda più i personaggi, la loro evoluzione come eroi, come famiglia e come gruppo di personaggi chiamato Guardiani della Galassia. Il modo in cui il film finisce e lo stato del gruppo alla fine del film preparerà il pubblico per gli eventi futuri, ma non c'è niente che va esplicitamente in direzione di Infinity War.
A dicembre 2014 Gunn rivelò di aver terminato la storia, affermando: "Sta ancora prendendo forma, ma penso che siamo a buon punto. Sono molto emozionato al riguardo". A inizio febbraio 2015 Gunn rivelò che in poche settimane avrebbe consegnato il soggetto alla Marvel, e rivelò che la storia non sarebbe stata basata su alcuna storia dei fumetti. A inizio aprile 2015 Gunn disse di aver consegnato alla Marvel uno "scriptment, un documento di 70 pagine scritto a metà tra un trattamento e una sceneggiatura che racconta ogni parte del film", e che presto avrebbe cominciato a scrivere la sceneggiatura.

### Pre-produzione
Il 2 giugno 2015 Gunn annunciò di aver terminato la prima bozza della sceneggiatura, e rivelò che il titolo del film non sarebbe stato un semplice Guardiani della Galassia 2. La stessa settimana confermò il ritorno di Zoe Saldana, Dave Bautista e Bradley Cooper come Gamora, Drax e Rocket. A fine mese Gunn annunciò il titolo del film, Guardians of the Galaxy Vol. 2, spiegando di aver cercato moltissimi titoli per il film, ma che "poiché Guardiani della Galassia è già di suo un titolo molto lungo, sarebbe stato strano aggiungere altre parole. Vol. 2 è il titolo che mi piace di più, ed è quello che ho scritto sulla copertina della sceneggiatura, e fortunatamente alla Marvel è piaciuto".
A settembre 2015 Feige disse che gli annunci sul cast sarebbero stati fatti entro la fine dell'anno, e a ottobre 2015 Pom Klementieff venne scelta per interpretare Mantis; Matthew McConaughey venne contattato per il ruolo dell'antagonista, ma rifiutò.
Nel dicembre 2015 Gunn disse di aver contattato John C. Reilly per fargli riprendere il suo di Rhomann Dey, e Kurt Russell entrò in trattative iniziali per interpretare il padre di Peter Quill. Nel gennaio 2016 Gunn annunciò di aver completato la sceneggiatura. Dopo la morte di David Bowie, Gunn, grande estimatore del cantante, rivelò che c'erano state delle discussioni per farlo apparire in un cameo. Benicio del Toro, interprete di Taneleer Tivan nel primo film, disse che non sarebbe tornato nel sequel, ma di essere interessato a riprendere il personaggio in futuro. A inizio febbraio entrò nel cast Steve Agee, e Gunn affermò che il film non avrebbe riguardato le Gemme dell'infinito e che non ci sarebbero stati camei degli Avengers.

### Riprese
Le riprese cominciarono l'11 febbraio 2016 ai Pinewood Atlanta Studios nella contea di Fayette, Georgia, con Henry Braham come direttore della fotografia e Scott Chambliss come scenografo. Il Georgia International Convention Center venne usato come teatro di posa aggiuntivo a causa dell'inizio della pre-produzione di Spider-Man: Homecoming, anch'esso girato ai Pinewood Studios. Gunn spiegò che diversi membri della troupe del primo film, tra cui il direttore della fotografia Ben Davis e lo scenografo Charles Wood, avevano firmato per lavorare a Guardiani della Galassia Vol. 2 e a Doctor Strange, ma, a causa del posticiparsi delle riprese di quest'ultimo, non poterono tornare per Vol. 2. Il film fu il primo girato con una macchina da presa a risoluzione 8K, la Red Weapon 8K.
Il 17 febbraio 2016 la Marvel annunciò ufficialmente l'inizio delle riprese confermando inoltre l'ingresso nel cast di Russell, Elizabeth Debicki e Chris Sullivan. Nell'aprile 2016 Gunn rivelò che Reilly non sarebbe tornato nel film, e confermò che anche del Toro non sarebbe apparso. Inizialmente, Glenn Close avrebbe dovuto riprendere il ruolo di Nova Prime Irani Rael dal primo film, tuttavia Gunn spiegò in seguito di aver eliminato il suo personaggio poiché non entrava "organicamente" nella storia. Nell'aprile 2016 si tennero delle riprese a Cartersville, Georgia. Le riprese principali terminarono il 16 giugno 2016.

### Post-produzione
Nel luglio 2016, al San Diego Comic-Con International, vennero confermati i ruoli di Russell come Ego, Debicki come Ayesha e Sullivan come Taserface, e venne rivelata la presenza nel film di Sylvester Stallone e di diversi interpreti dei Ravagers. Nell'agosto 2016 Gunn confermò che il film avrebbe avuto una scena dopo i titoli di coda. In seguito Gunn rivelò che ci sarebbero state quattro scene durante i titoli di coda e una dopo i titoli di coda, tutte quante scritte e dirette da lui. Nel novembre 2016 Gillan rivelò che erano in corso delle riprese aggiuntive del film. Nel marzo 2017 Gunn rivelò la presenza nel cast di Michael Rosenbaum.
Fred Raskin e Craig Wood tornano dal primo film come montatori. Parlando delle scene tagliate dal film, Gunn rivelò che Nathan Fillion sarebbe dovuto apparire in un cameo nei panni di Simon Williams in una serie di locandine di film fittizi, inclusi film in cui Williams interpreta Arkon e Tony Stark. Nonostante la scena sia stata in seguito tagliata, Gunn affermò di considerare il cameo di Fillion canonico all'interno del MCU.

### Effetti speciali
Gli effetti visivi del film vennero curati da Framestore, Weta Digital, Trixter, Method Studios, Animal Logic, Scanline VFX, Lola VFX, Luma e Cantina Creative. La Framestore si occupò nuovamente di creare Rocket e Baby Groot come nel primo film. Lola si occupò di ringiovanire digitalmente Russell nel flashback iniziale, dopo aver fatto dei lavori simili in altri film del MCU. Per creare il personaggio, Lola prese come riferimento l'aspetto di Russell in La fantastica sfida del 1980. Russell girò le scene del flashback con dei marcatori visivi applicati sul volto; inoltre la produzione usò l'attore Aaron Schwartz come ulteriore riferimento per via delle sue espressioni facciali simili a quelle di Russell.
Weta Digital si occupò del personaggio di Ego durante il combattimento con Peter Quill, creando un avatar digitale di Russell in diverse inquadrature. La Weta si occupò inoltre della parte interna del pianeta di Ego. Il design pianeta è ispirato all'arte frattale di Hal Tenny, assunto da Gunn proprio come designer del pianeta, ed è composto da "oltre un trilione di poligoni"; Gunn lo definì "il più grande effetto visivo mai realizzato. Non c'è niente che si avvicini a esso".

## Colonna sonora
Nell'agosto 2014 James Gunn disse di avere diverse idee sulle canzoni da inserire nell'Awesome Mix Vol. 2 di Quill. Nell'aprile 2015 Gunn rivelò di sentirsi un po' sotto pressione riguardo alla scelta della canzoni poiché "così tante persone hanno amato quelle del primo film e abbiamo ottenuto il disco di platino e cose così. Ma penso che la colonna sonora del secondo film sia migliore".
Ad agosto 2015 venne confermato il ritorno di Tyler Bates per comporre le musiche del film. Come accaduto per il primo film, Bates scrisse in anticipo parte della colonna sonora in modo da permettere a Gunn di girare seguendo il ritmo della musica. Le registrazioni della colonna sonora iniziarono nel gennaio 2017 agli Abbey Road Studios di Londra.
Guardians of the Galaxy Vol. 2: Awesome Mix Vol. 2 e l'album con la colonna sonora di Bates vennero pubblicati da Hollywood Records il 21 aprile 2017.

## Promozione
Nel giugno 2016 la Marvel annunciò che il merchandise del film sarebbe stato più ampio di quello del primo film, e che Groot avrebbe avuto un ruolo centrale per attirare il pubblico più ampio possibile. Tra i partner della campagna figurano Hasbro, LEGO, Funko e LB Kids. Gunn affermò di essersi assicurato che i personaggi femminili avessero un ampio spazio nel merchandise, a differenza del primo film. Nel luglio 2016 Gunn e il cast del film presentarono la pellicola al San Diego Comic-Con International, mostrando scene dal film e presentando i nuovi personaggi.
Il 19 ottobre 2016 venne pubblicata un'anteprima del teaser trailer del film. Il 3 dicembre 2016, in occasione della Comic Con Experience in Brasile, venne distribuito il teaser trailer del film, anche in italiano. Il trailer ottenne 81 milioni di visualizzazioni nelle prime ventiquattr'ore.
Nel febbraio 2017, in occasione del Super Bowl LI, venne pubblicato un nuovo trailer del film. Alla fine del mese venne presentato al Jimmy Kimmel Live! un ulteriore trailer del film.

## Distribuzione

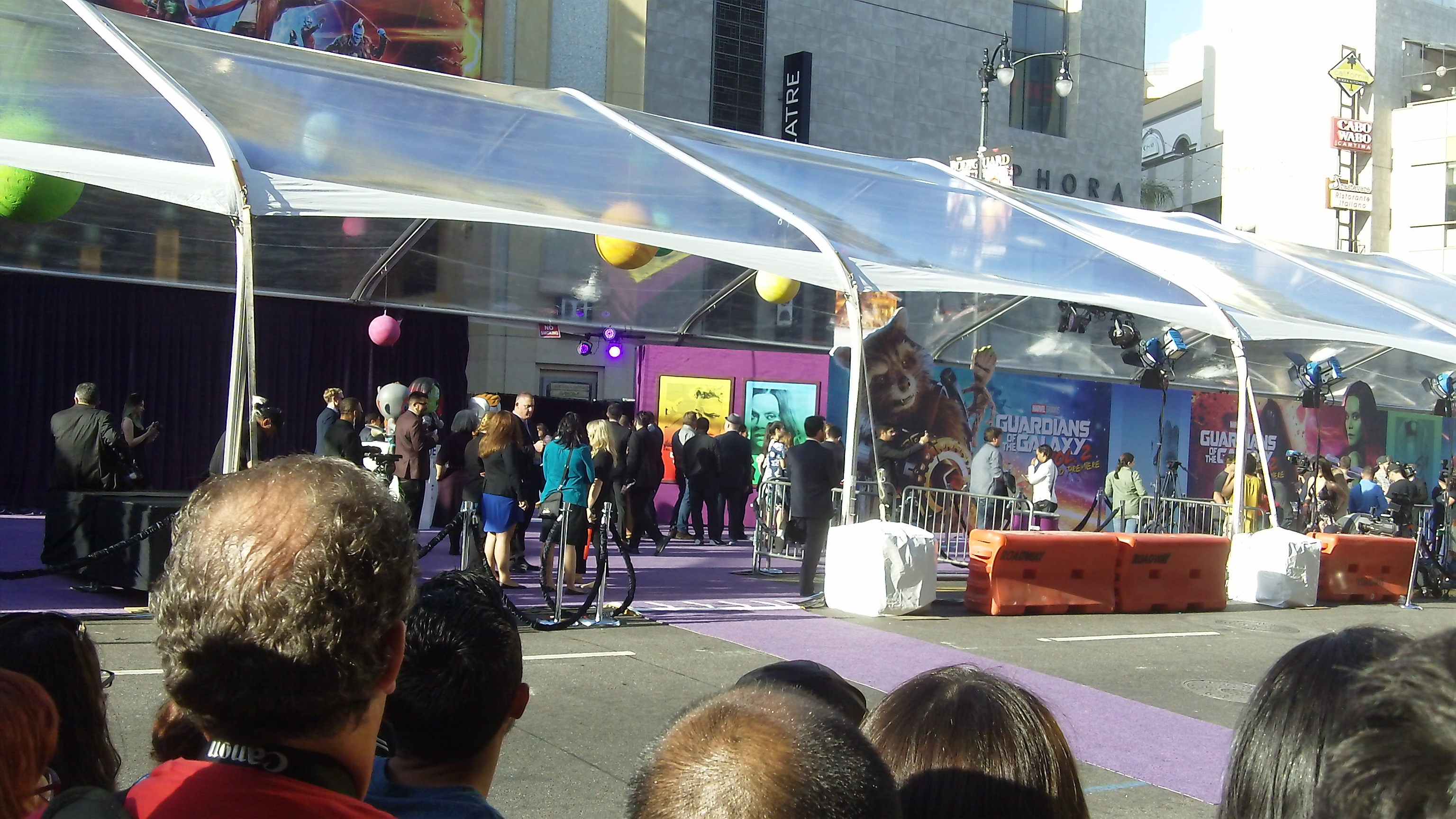
La première del film al Dolby Theatre di Los Angeles

### Data di uscita
La première mondiale di Guardiani della Galassia Vol. 2 si è tenuta il 19 aprile 2017 al Dolby Theatre di Los Angeles. Il film è stato distribuito nelle sale cinematografiche italiane il 25 aprile 2017, il 28 aprile nel Regno Unito e il 5 maggio 2017 negli Stati Uniti, anche in 3D e IMAX. Inizialmente la data di uscita era fissata al 28 luglio 2017.

### Edizione italiana
La direzione del doppiaggio e i dialoghi italiani sono stati curati da Marco Guadagno, per conto della Dubbing Brothers Int. Italia.

### Edizioni home video
Guardiani della Galassia Vol. 2 è stato distribuito da Walt Disney Studios Home Entertainment l'8 agosto 2017 in download digitale e il 22 agosto 2017 in DVD, Blu-ray e Ultra HD Blu-ray. È il primo film Disney a essere pubblicato in formato Ultra HD Blu-ray.

## Accoglienza

### Incassi
Guardiani della Galassia Vol. 2 ha incassato 389813101 $ in Nord America e 473942950 $ nel resto del mondo, per un incasso complessivo di 863756051 $, a fronte di un budget di produzione di $200 milioni.
Il film è l'ottavo maggior incasso mondiale del 2017 e il quinto maggiore incasso nel Nord America del 2017.

#### Nord America
Nel suo giorno d'esordio in Nord America il film ha incassato $56,1 milioni in 4.347 schermi, inclusi $17 milioni alle anteprime del giovedì sera. Nel primo weekend di programmazione il film ha incassato $146,5 milioni, di cui $13 milioni nel circuito IMAX; è il terzo miglior weekend d'esordio del 2017, dietro a La bella e la bestia e Star Wars: Gli ultimi Jedi.

#### Internazionale
Il film ha debuttato il 25 aprile in Australia, Italia e Nuova Zelanda, aprendo al primo posto in tutti e tre i mercati, per un esordio internazionale di $6,6 milioni comprese le anteprime del lunedì sera. Tra il 26 e il 27 aprile il film è stato distribuito in altri 27 territori, tra cui Francia, Germania e Brasile, portando l'incasso totale internazionale a $22,3 milioni. Nel primo week-end di programmazione il film ha aperto al primo posto in tutti i territori a eccezione di Portogallo, Turchia e Vietnam e incassando complessivamente $106 milioni, di cui $5 milioni nel circuito IMAX. Nel secondo week-end di programmazione il film ha aperto al primo posto del botteghino in Cina ($48,6 milioni), Russia ($11,6 milioni) e Sud Corea ($13,3 milioni), dove il solo incasso del primo week-end ha superato l'incasso totale del primo film. Al 7 maggio 2017 i mercati maggiori erano Cina ($49,5 milioni), Regno Unito ($35,7 milioni), Germania ($18,4 milioni), Australia ($17,2 milioni) e Francia ($16,1 milioni).

### Critica
Il film è stato accolto positivamente dalla critica cinematografica. Su Rotten Tomatoes ha un indice di gradimento dell'85% con un voto medio di 7,3 su 10 basato su 425 recensioni; il consenso critico del sito recita: "La trama piena d'azione, gli stupefacenti effetti visivi e l'umorismo irriverente di Guardiani della Galassia Vol. 2 arricchiscono un sequel che è divertente quasi quanto il suo predecessore, anche se meno innovativo". Su Metacritic ha un voto medio di 67 su 100 basato su 47 recensioni.
Brian Truitt di USA Today ha scritto che "esattamente come il primo film, Guardiani della Galassia Vol. 2 è una gemma di follia vincente in cui ci si può meravigliosamente immedesimare". Chris Hewitt di Empire ha dato al film quattro stelle su cinque, scrivendo che "Gunn ce l'ha fatta nuovamente, creando un sequel che tiene il focus sui personaggi che amiamo e aumentando al tempo stesso la portata del film". Peter Bradshaw del Guardian ha apprezzato il film, scrivendo che "c'è tanto da apprezzare nel film, ma c'è una strana aria di inconsistenza, è quasi un sequel senza trama". Owen Gleiberman di Variety ha scritto: "Inquadratura per inquadratura, dialogo per dialogo, Guardiani della Galassia Vol. 2 è un seguito stravagante e arguto, realizzato con lo stesso incanto virtuosistico del primo. Eppure questa volta si percepisce quanta fatica abbia fatto James Gunn per intrattenervi". Chris Nashawaty di Entertainment Weekly ha dato al film B-, definendolo "più brillante della maggior parte dei film, ma non tanto quanto il primo film. È più divertente di molti altri film, ma non divertente quanto il primo [...] che era così originale, imprevedibile, irriverente, stupido e sublime che Guardiani Vol. 2 non riesce fare a meno di risultare un passo indietro". Pete Hammond di Deadline.com ha apprezzato il film, affermando che i Guardiani della Galassia sono "il migliore e il più divertente gruppo di personaggi tra tutti i film Marvel", anche se ha lamentato l'uso eccessivo di effetti visivi e sonori che rischiano di mettere in ombra i personaggi.
Todd McCarthy dell'Hollywood Reporter è stato più critico, affermando che il film "sembra il secondo giro su delle montagne russe che sono davvero divertenti la prima volta, ma che ora hanno un sapore di già visto". Alle stesse conclusioni arriva Fumettologica che lo definisce "un secondo [capitolo] meno buono o se non altro meno originale". Bryan Bishop di The Verge ha scritto che al film "manca la combinazione di cuore e spirito che aveva reso l'originale una così piacevole sorpresa", spiegando che "paragonato al suo predecessore, [il film] ha un nucleo emotivo vuoto, e la narrazione sembra impacciata. Questo film non ha assolutamente alcuno scopo, neppure come ponte per i prossimi capitoli della storia Marvel". Anche Scott Mendelson di Forbes non ha apprezzato particolarmente il film, scrivendo: "Guardiani della Galassia Vol. 2 comincia e finisce così come sperato, ma inciampa un po' nel mezzo. Come molte altre "parti 2" del MCU, questo secondo capitolo è diviso tra il desiderio di essere un film più tradizionalista e incentrato sui personaggi (visto che non è né una storia di origini né un finale) e esigenze finanziarie di un film con un mega-budget che ci si aspetta regali brividi e grandi conseguenze narrative".

## Riconoscimenti
- 2018 – Premio Oscar[153]
  - Candidatura ai migliori effetti speciali a Christopher Townsend, Guy Williams, Jonathan Fawkner e Dan Sudick

## Sequel
Nel novembre 2014 Gunn disse che già durante la lavorazione del primo film aveva steso delle idee riguardo al sequel e a un possibile terzo film. Nel giugno 2015 Gunn rivelò di non essere sicuro di tornare per un terzo film dei Guardiani della Galassia, affermando che il tutto sarebbe dipeso da come si sarebbe sentito dopo la realizzazione di Guardiani della Galassia Vol. 2. Nell'aprile 2016, parlando del futuro del MCU, Kevin Feige affermò che "è ancora tutto da decidere per il 2020 e oltre, ma sicuramente Guardiani 3 è uno di quei film. Non so quale sarà l'ordine esatto". Nel marzo 2017 Gunn affermò che un terzo film "ci sarà sicuramente", reiterando di non avere ancora deciso se tornare o meno alla regia. Il mese seguente Gunn annunciò che sarebbe tornato per scrivere e dirigere Guardiani della Galassia Vol. 3. Nel luglio 2018 Gunn è stato licenziato dalla Disney e dalla Marvel, sollevandolo dai suoi ruoli per il terzo film, la cui produzione è stata sospesa, ed è stato annunciato che non sarebbe ripresa prima del 2021. Nel marzo 2019 è stato annunciato che James Gunn è stato riassunto come regista del film. Il film è stato distribuito il 3 maggio 2023 in Italia e il 5 maggio negli Stati Uniti. Le riprese sono iniziate nel novembre 2021 e sono terminate nel maggio 2022.
Il 25 novembre 2022 è uscito su Disney+ uno speciale televisivo, intitolato Guardiani della Galassia Holiday Special, sempre con Gunn alla regia e ambientato tra gli eventi di Thor: Love and Thunder e Guardiani della Galassia Vol. 3.